# Bengt Bengtsson Oxenstierna

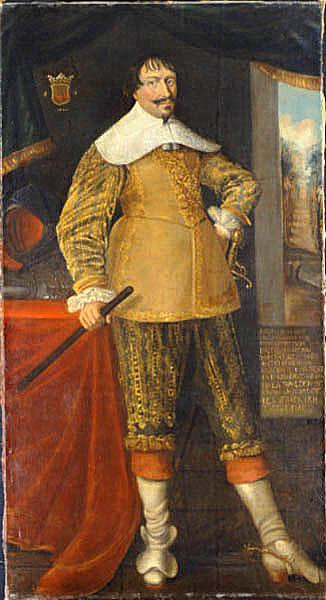
Bengt Bengtsson Oxenstierna, Porträt von Jacob Heinrich Elbfas

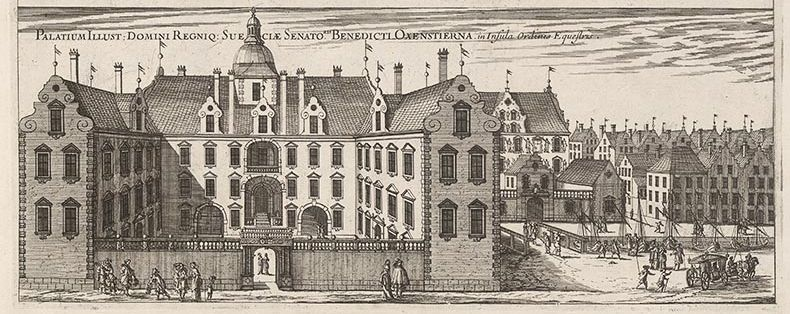
Palais Hessenstein (1670)

Bengt Bengtsson Oxenstierna, auch Benedict Oxenstiern (schwedisch Bengt Bengtsson Oxenstierna af Eka och Lindö; * 9. Oktober 1591 in Frösvik, Uppland; † 9. Juni 1643 in Riga), war ein Generalgouverneur von Ingermanland und Livland.

## Leben

### Herkunft und Familie
Bengt war Angehöriger der schwedischen Freiherren Oxenstierna. Seine Eltern waren Bengt Gabrielsson Oxenstierna († 1591) und Brita Knutsdotter Posse (1554–1602). Er vermählte sich 1633 mit Margareta Brahe (1603–1669), der nachmaligen Gemahlin von Johan Axelsson Oxenstierna (1611–1657) und Prinz Friedrich von Homburg (1633–1708).

### Werdegang
Bengt studierte während seines Aufenthalts in Deutschland in den Jahren ab 1607 in Rostock, Jena und Wittenberg. Er reiste weiter nach Polen, Italien und von dort nach Palästina. Nachdem er dort überfallen und ausgeraubt wurde, kehrte er nach Italien zurück und trat in den Dienst des Großherzogs der Toskana. Im Jahr 1616 begann er seine zweite Reise in den Orient und durchquerte unter erheblichen finanziellen Schwierigkeiten Kleinasien, erreichte Aleppo, Bagdad und betrat schließlich als erster Schwede Persien und Isfahan. Nachdem er einige Zeit am Hof von Schāh Abbas I. verbrachte, zog er 1618 weiter ins Fürstentum Hormus. Die geplante Weiterreise nach Indien scheiterte und er kehrte über Ägypten, das er 1619 erreichte, im selben Jahr nach Venedig, anschließend nach Schweden zurück. Kaum in der Heimat angekommen, wurde er 1621 bereits in diplomatischer Mission zurück nach Venedig geschickt. In den folgenden Jahren übertrug ihm der König verschiedene Aufgaben und sandte ihn mehrfach in diplomatischen Vertretungen. 1627 wurde er zum Oberstallmeister ernannt. Das Palais Hessenstein wurde im Stil des Manierismus um das Jahr 1630 für ihn errichtet. In den Jahren 1632 bis 1633 war er Gouverneur von Augsburg, wurde dann 1634 Generalgouverneur von Schwedisch-Livland und Schwedisch-Ingermanland. Ebenfalls im Jahre 1634 avancierte er zum Reichsstallmeister. 1641 wurde er Reichsrat.
Er besaß Schloss Mörby und Schloss Steninge in Schweden sowie Rappin in Livland. Bengt ist in der Kirche in Jäder, Södermanland begraben.
Sven Hedin hat in drei literarischen Werken ein Lebensbild von ihm gezeichnet und Bengt dabei dessen, wegen seiner vielen Reisen seit dem Ausgang des 17. Jahrhunderts, populären Beinamen „Reise-Bengt“ verfestigt.